# Paola Doimi de Lupis
Lady Nicholas Windsor (Paola Doimi de Lupis Frankopan, Londres, Inglaterra; 7 de agosto de 1969) es la esposa de lord Nicholas Windsor, hijo del duque y la duquesa de Kent.

## Historia familiar
En 2006, The Times publicó un artículo sugiriendo que la familia había añadido Frankopan a sus apellidos dentro del Derecho Civil Británico, pero más tarde publicó una aclaración y una retractación. The Times corrigió el artículo, diciendo:
"Desde el año 2006 una sentencia de la justicia italiana confirmó la titularidad genealógica y el derecho de todos los miembros de la familia Frankopan para hacer uso de los títulos de príncipes Frankopan Frangipane Subić y condes Doimi de Lupis, aunque, por razones políticas, no siempre los han utilizado. La familia Frankopan no cambió su nombre bajo las leyes del Reino Unido como se ha dicho".
En 1991, los padres de Paola fueron designados voceros oficiales del Gobierno de Croacia. Después de que terminara la Guerra Croata de Independencia, el padre de Paola, el príncipe Louis Frankopan, fundó la Asociación de la Nobleza Croata, una organización privada no gubernamental, pero después de desacuerdos internos, renunció a la Asociación. El hermano de Paola, Peter, Senior Fellow del Worcester College en la Universidad de Oxford y Director del Centro de Estudios Bizantinos de la Universidad, dijo que el "título (de la familia) no es reclamo alguno sobre algo. Es solo reflejo de la antigüedad de la familia". Expresó que su familia se separó de otras ramas de la familia Frankopan en el siglo XIV. Doimo III Frangipani o Frankopan, príncipe de Veglia, se casó con Elisabetta Subich, hija de Jakab, príncipe de Bribir.

## Primeros años
Paola Doimi de Lupis Frankopan nació en Londres en 1969. Su padre es el príncipe Louis de Frankopan, conde Doimi de Lupis, nacido en Split en 1939, y miembro de la nobleza croata e italiana. El padre de Paola llegó a Inglaterra de Croacia después de la Segunda Guerra Mundial para asistir a un internado y luego ingresar a la Universidad de Oxford. Su padre es abogado, miembro de Middle Temple y empresario. Su madre, Ingrid Detter, es profesora emérita de la Universidad de Estocolmo, Fellow de LMH de St. Antony's College, Oxford y en algún momento Asesor en Derecho Internacional de Juan Pablo II.
Ella tiene una hermana, Christina, y tres hermanos, Peter, Nicholas y Lawrence.
La hermana de Lady Nicholas, Christina, es banquera de inversiones, casada con Patrick Nicholson, jefe de Comunicaciones de Caritas Internationalis.
El hermano mayor de Paola, Peter, es historiador y autor de "The First Crusade". Es director del Centro de Investigación Bizantino de la Universidad de Oxford. Es profesor universitario en la Facultad de Lenguas Modernas y Fellow del Worcester College, Universidad de Oxford.
Su segundo hermano, Nicholas, es banquero de inversiones en Londres.
Su hermano menor, Lawrence, es jefe de Lagardère, Reino Unido.

## Educación y carrera
Lady Nicholas Windsor habla siete idiomas con fluidez, y se educó en St Paul's Girls' School y en Wycombe Abbey. Ella leía obras clásicas en la Universidad de Cambridge, donde adquirió un Diplôme d'Etudes Approfondis (MPhil) en París IV, La Sorbona, en Filosofía, con una tesis sobre L'autorité de l'Etat en francés.
Ella, como Paola Frankopan, escribió para The Tatler, donde es editor colaborador de Vogue. Ha publicado una introducción al santuario de Trsat 'Trsatska Sveta Kuča', en croata.

## Matrimonio
Paola conoció a su futuro esposo, lord Nicholas Windsor, en una fiesta para celebrar el milenio en Nueva York en 1999 y su compromiso fue anunciado el 26 de septiembre de 2006. Se casaron el 4 de noviembre de 2006 en la Iglesia de San Esteban de los abisinios de la Ciudad del Vaticano después de una ceremonia civil el 19 de octubre del 2006 en una oficina de registro en Londres, convirtiéndose en lady Nicholas Windsor. Esta fue la primera vez que un miembro de la Familia Real Británica se casó en la  Ciudad del Vaticano.

## Familia
El primer hijo de lord y lady Nicholas Windsor, un varón, Albert, nació el 22 de septiembre de 2007 en Chelsea and Westminster Hospital, Londres. Albert no posee título alguno, solo lleva el apellido Windsor. En su nacimiento, Alberto ocupó el puesto 26 en la línea de sucesión al Trono. Lord Nicholas y sus hijos también están en la línea de sucesión al Ducado de Kent. 
Lady Nicholas dio a luz a su segundo hijo, Leopold Ernest August Guelph, el 8 de septiembre de 2009 en el Chelsea and Westminster Hospital. El 11 de septiembre del 2009 un artículo de un tabloide británico mencionaba el nacimiento de un segundo hijo anónimo, sin mencionarse el nombre. El nombre del niño apareció en un sitio web de idioma italiano.[cita requerida]
El hijo mayor, Albert o Bertie, fue bautizado como católico en la Capilla de la Reina en el Palacio de St. James y su hermano menor, Leopold, fue bautizado por el cardenal Comastri en la basílica de San Pedro de la Ciudad del Vaticano.
Un tercer hijo, Louis Arthur Nicholas Felix Windsor, nació el 27 de mayo de 2014 y, como sus hermanos mayores, fue bautizado como católico.[cita requerida]